# Lyncestis albisigna
Lyncestis albisigna är en fjärilsart som beskrevs av Alfred Ernest Wileman och South 1920. Lyncestis albisigna ingår i släktet Lyncestis och familjen nattflyn. Inga underarter finns listade i Catalogue of Life.